# Cliff Chiang
Cliff Chiang est un éditeur et dessinateur de bande dessinée américain. D'abord éditeur pour DC Comics, il se consacre aujourd'hui au dessin.

## Prix et récompenses
- 2016 : 
  - Prix Eisner de la meilleure nouvelle série (avec Brian K. Vaughan) et du meilleur dessinateur/encreur pour Paper Girls
  - Prix Harvey de la meilleure nouvelle série pour Paper Girls (avec Brian K. Vaughan)